# القوات المسلحة الأبخازية
العسكرية في أبخازيا، الجمهورية الانفصالية عن جورجيا، هي عبارة عن القوات المسلحة الأبخازية.
أنشأت وزارة الدفاع الأبخازية بشكل رسمي في 12 أكتوبر 1992، بعد اندلاع حرب 1992-1993 مع جورجيا. وكان أساس القوات المسلحة الحرس الوطني الأبخازي الذي تشكل في أوائل 1992 نتيجة لاندلاع الحرب. واستطاعت القوات المسلحة خلال الحرب، بدعم من كونفدرالية شعوب جبال القوقاز والمتطوعين من القوزاق والقوات الروسية المتمركزة في/قرب أبخازيا، هزيمة القوات الجورجية. هاجر حوالي 80% من الجورجيين نتيجة الحرب ليتركوا المنطقة بيد السلطات الأبخازية، وأتت معظم الأسلحة من القاعدة الروسية في غودوتا، وقليل منها أخذ من القوات الجورجية.

## الوضع الحالي
تعتبر جورجيا القوات المسلحة الأبخازية بأنها «تشكيلات عسكرية غير مشروعة» وتتهم روسيا بتدريب القوات الأبخازية وتجهيزها بالأسلحة، مقابل أراض وفنادق أبخازية. ينفي الأبخاز صحة هذه الادعاءات، حيث قالوا أنهم اشتروا ما لديهم من أسلحة من السوق الحرة، باستثناء خمسة مراكب عسكرية تلقوها من روسيا وزوارق سريعة من الشتات الأبخازي في اليونان. في مارس 2005، اعترف وزير الدفاع الأبخازي سلطان سوسنالييف بأنه يتم إرسال الضباط ذوي المراتب العليا والمتوسطة الأبخاز إلى روسيا فترة 2-3 أشهر ليتم تدريبهم ضمن نظام التدريب "Vystrel" الروسي.
في 8 مايو 2007، استقال وزير دفاع الجمهورية المستقلة الذي كان مساهماً كبيراً في تشكيل عسكرية أبخازيا، سلطان سوسنالييف، الذي هو أصلاً روسي من جمهورية قبردينو - بلقاريا، وحمل سوسنالييف المنصب نفسه أثناء حرب أبخازيا، عندما كان القائد الميداني الشيشاني شامل باساييف نائبه. كما أن رئيس الأركان، اللواء أناتولي زايتسيف، كان نائب قائد المقاطعة العسكرية ترانسبايكال (الآن جزء من المقاطعة العسكرية السيبيرية) في روسيا. قامت جورجيا باتهام أبخازيا على نحو متكرر بأن أبخازيا تقوم بتجنيد بعض الجورجيين في مقاطعة غالي بشكل قسري.
إن الجيش الأبخازي بشكل رئيسي قوة برية، لكنه يحمل بعض العناصر البحرية والجوية.

## الهيكل

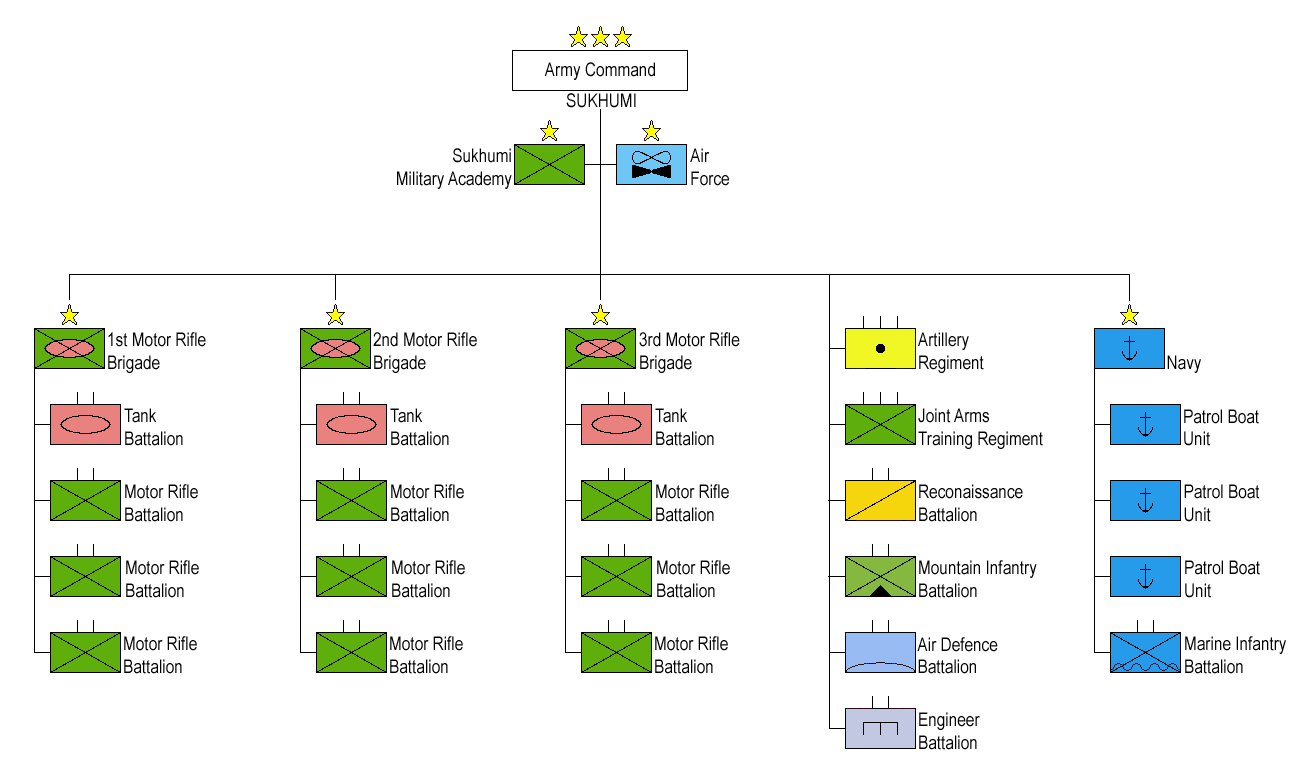
هيكل القوات المسلحة الأبخازية.

حسب سلطات جمهورية أبخازيا، فإن القوات العسكرية منظمة حسب النموذج السويسري - ففي اوقات السلم يتوزع نحو 3,000 - 5,000 من الجنود، وفي أوقات الحرب يزداد العدد إلى 40,000 - 50,000.

### المعدات
- 50-60 دبابة من طرازي تي-55 وتي-72
- 70-85 مركبة قتالية وناقلة مدرعة من الطرازات بي إم بي-1، بي إم بي-2، بي تي أر-60 وبي تي أر-70
- ؟ السلاح المضاد للطيران زي أس يو-23-4 شيلكا
- 7 بي إم-21 غراد
- حوالي 80 هاوتزر 2A18/D-30 وأسلحة D-44
- 24 هاون
- نظام باك الصاروخي
- إيه كيه-47 (ميليشيا فقط)
- إيه كيه 74
- آر بي كي
- بي كيه
- AS Val
- دراغونوف
- ماكاروف PM
- آر بي جي 7
- RPG-18
- فورمولا 1
- RGD-5

## البحرية
تتوزع البحرية الأبخازية في سوخومي، أوتشامتشيرا وبيتسوندا، وتشمل القوة البحرية عدد من البواخر المدنية المجهزة بمدافع وصواريخ، كما تحوي أكثر من عشرين قارباً بخارياً المجهزة بالرشاشات والمدافع ذات العيار الصغير.